# Смерч (фильм, 1996)
«Смерч» (англ. Twister) — американский фильм-катастрофа 1996 года, режиссёра Яна де Бонта. В главных ролях снялись Хелен Хант, Билл Пэкстон, Джейми Герц и Кэри Элвес. Часть съёмок проходила в городе Элдора (штат Айова). Картина дважды номинировалась на премию «Оскар» в категории «Лучшие визуальные эффекты» и «Лучший звук», а также выиграла «Золотую малину» в номинации «Худший сценарий со сборами свыше 100 миллионов долларов».

## Сюжет
Джо имеет личные счёты с торнадо — стихия унесла жизнь её отца, когда она была ещё ребёнком (летней ночью 1969 года). Когда она выросла, то стала метеорологом и разрабатывает методику предсказания возникновения торнадо. Её брак с Биллом Хардингом, тоже учёным, дал трещину и они собираются разойтись. Осталось только подписать бумаги на развод. Однако им необходимо довести до конца программу исследований. Джо и Билл разработали устройство под названием Dorothy («Дороти») и задача в том, что его должно засосать внутрь урагана. Внутри воронки, устройство выпустит специальные датчики, которые передадут показания учёным.
Узнав о штормовом предупреждении, Джо, Билл и их команда, охотятся за подходящим торнадо, путешествуя по Оклахоме. Два прибора были уничтожены в безуспешных и опасных для жизни попытках заставить торнадо поглотить прибор, перевозимый на машине. Наконец, неподалёку разразился смерч мощностью F5. Соседняя команда таких же одержимых метеорологов во главе с Джонасом Миллером гибнет, не успев уклониться от воронки. Биллу и Джо всё-таки удаётся скормить торнадо последнюю (четвёртую) «Дороти» и самим счастливо спастись. Датчики начинают передавать ценные данные на компьютер. После того, как ураган стихает, Джо и Билл оказываются в объятьях друг у друга.

## В ролях
- Хелен Хант — Джо Хардинг
  - Алекса Вега — Джо в детстве
- Билл Пэкстон — Билл Хардинг
- Филип Сеймур Хоффман — Дастин «Дасти» Дэвис
- Алан Рак — Роберт «Кролик» Нурик
- Джереми Дейвис — Лоуренс
- Шон Уэйлен — Алан Сандерс
- Джейми Герц — Мелисса Ривес
- Лоис Смит — тётя Мег
- Кэри Элвес — Джонас Миллер
- Джейк Бьюзи — техник лаборатории мобильной связи
- Патрик Фишлер — связист

## Критика
На Rotten Tomatoes фильм получил рейтинг 57 %, и 68 % на сайте Metacritic.

## Сиквел
17 октября 2022 года стало известно, что студия Universal снимет сиквел фильма.

## Примечание
1. ↑  box office data Архивная копия от 2 июня 2019 на Wayback Machine  (Дата обращения: 19 марта 2025)
2. ↑  Tornado Destroys Twister Theater. Associated Press. 22 мая 1996.
3. ↑  Twister Movie Reviews, Pictures — Rotten Tomatoes. Дата обращения: 3 января 2011. Архивировано 2 октября 2011 года.
4. ↑  Twister Reviewers Архивная копия от 13 ноября 2009 на Wayback Machine Warner Bross
5. ↑  Fleming, Mike Jr. The Dish: 'Twisters' Forecast For Spring Start As Universal, Amblin Finalize Director For Sequel. Deadline (17 октября 2022). Дата обращения: 17 октября 2022. Архивировано 17 октября 2022 года.